# Neutor Galerie
Die Neutor Galerie ist ein Einkaufszentrum in der Dinslakener Innenstadt, das am 6. November 2014 eröffnet wurde. Die Kosten betrugen ca. 120 Millionen Euro.
Es entstand im östlichen Teil der Dinslakener Innenstadt mit rund 16.000 m² Einzelhandelsverkaufsfläche.
Das Grundstück umfasst die Grundstücksfläche des ehemaligen Warenhauses Hertie sowie die gesamte Fläche des Hans-Böckler-Platzes.
Gebaut wurde es von einem Konsortium, bestehend aus der Dinslakener Baugesellschaft Walter Hellmich GmbH sowie der in Duisburg ansässigen Multi Development GmbH.

## Lage
Es befindet sich im östlichen Teil der Dinslakener Innenstadt am Neutorplatz.
Das Grundstück umfasst die Grundstücksfläche des ehemaligen Warenhauses Hertie
sowie die gesamte Fläche des ehemaligen Hans-Böckler-Platzes.

## Geschichte
Am Neutorplatz befand seit 1884 sich ein Viehmarkt, der viele Jahre in Dinslaken bestand.
Aus hygienischen Gründen musste die Stadt ein festes Gebäude errichten.
Diese Auflage erfüllte sie auf der Hünxer Straße, wo sich seit 1947 Pintsch Bamag befindet.
Der Einbruch der Stückzahl der dort gehandelten Tiere konnte nicht verhindert werden
und der Dinslakener Viehmarkt verlor seine Bedeutung, nicht zuletzt, weil die jüdischen Viehhändler
und ihre Familien aus ganz Deutschland und aus Dinslaken vertrieben, deportiert und getötet wurden.
In der Nachkriegszeit entstand das Kaufhaus Hertie.
2012 startete der Bau des neuen Centers.
Die Projektentwicklung erfolgte in enger Abstimmung mit den Planungen des öffentlichen Raums in der direkten Nachbarschaft,
wie der Umgestaltung des Neutorplatzes und der Saarstraße sowie des Rutenwalls.